# Microserica benomensis
Microserica benomensis är en skalbaggsart som beskrevs av Ahrens 2002. Microserica benomensis ingår i släktet Microserica och familjen Melolonthidae. Inga underarter finns listade i Catalogue of Life.